# Aspen (Glasgeschirr)

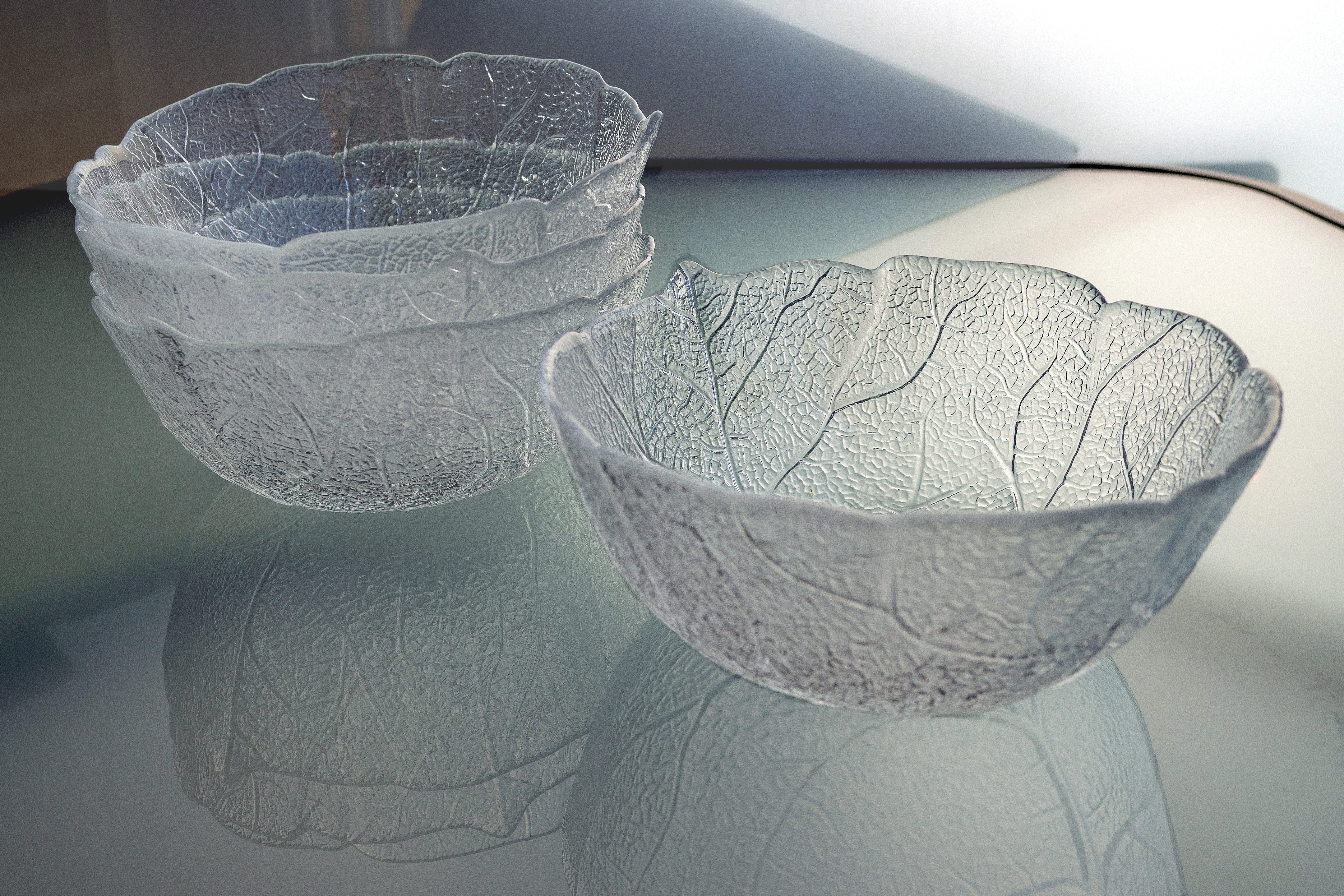
Schalen (12 cm Durchmesser, 0,5 l Fassungsvermögen)

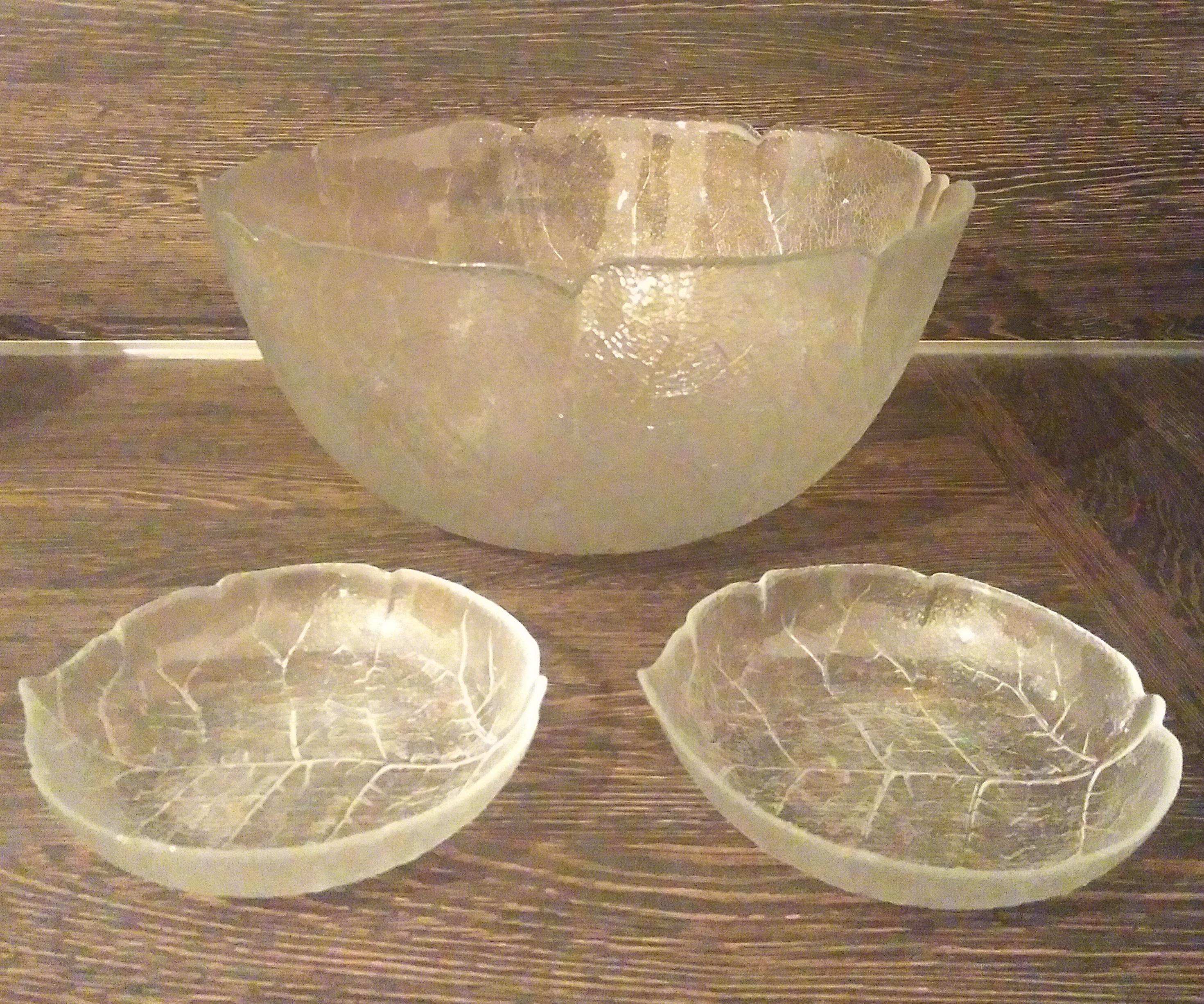
Die nicht mehr produzierte sehr große Schüssel (31 cm Durchmesser, 18 cm Höhe) sowie zwei flache Schälchen (15 cm Durchmesser, 3 cm Höhe)

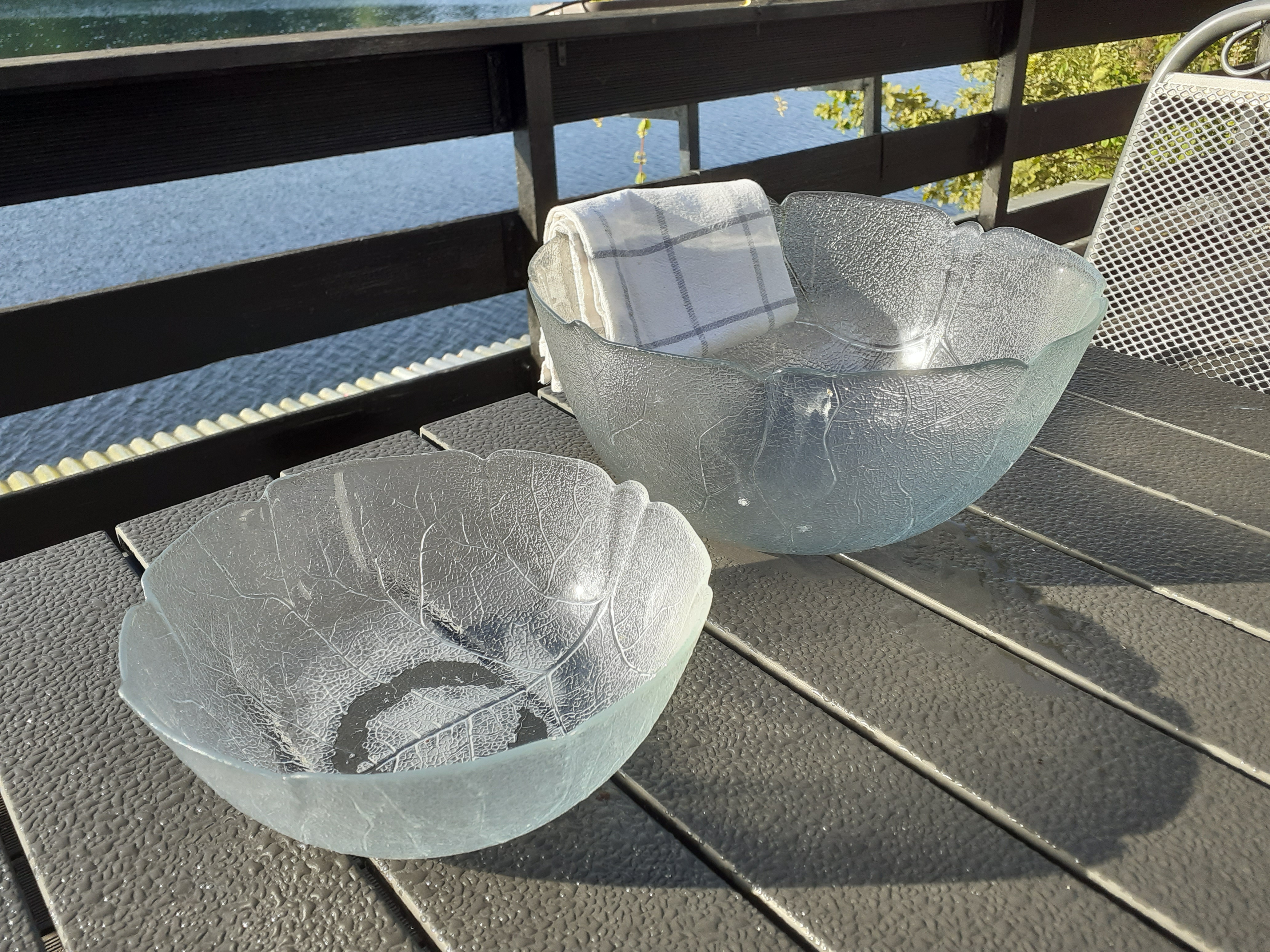
Große und mittlere Schüssel

Aspen ist eine von Espenblättern inspirierte Glasgeschirrkollektion der französischen Marke Luminarc. Diese ist im Besitz des Glasprodukteherstellers Arc International aus Arques in Nordfrankreich.
Die Serie besteht aus 18 unterschiedlichen Modellen, vor allem runden Schüsseln, Schalen und Tellern bzw. Servierplatten unterschiedlicher Größe, aber auch einem Krug. Einige der Teile werden heute nicht mehr produziert, darunter eine ovale Platte, Tassen mit Untertassen und Trinkbecher.
Das Geschirr ist seit den 1980er Jahren besonders in deutschen Privathaushalten beliebt, insbesondere die großen Schüsseln, die meist für Salate verwendet werden. Diese werden auch „Blattglasschüssel“, „Blätterschüssel“ und ähnlich genannt. Aufgrund der Verbreitung in Deutschland werden die Schüsselmodelle auch als „deutsche Schüssel“ bezeichnet.

## Design
Die Serie besteht aus Pressglas, ist weitgehend bruchfest und spülmaschinengeeignet. Die Innenseite ist glatt.
Rillen auf der Glasaußenseite stellen die Blattadern von Espenlaub dar (Blätter einer Pappelart). Das Motiv ist nahezu spiegelsymmetrisch und weist eine hohe Detailtreue auf. Es stammt von Jacques Durand, dem früheren Chef von Luminarc, und wurde nach Aussage des Markendirektors von Luminarc im Jahr 1978 erfunden.
Die beiden großen tiefen, heute noch produzierten Schüsseln haben Durchmesser von 23 cm sowie 27 cm. Eine weitere, noch größere Schüssel mit 31 cm Durchmesser und 18 cm Tiefe wird heute nicht mehr produziert.

## Verbreitung
Seit 1979 wird die Serie verkauft.
Mitte der 90er Jahre ging der Verkauf der Serie leicht zurück, speziell für den deutschsprachigen Markt werden aber noch heute (Stand 2023) mindestens 8 der ursprünglich 18 Teile produziert. Sie erzielt einen jährlichen Absatz von einer halben Million Exemplaren. Außer nach Deutschland und Österreich werden einige wenige Schüsseln auch nach Osteuropa exportiert.
Die deutsche Vorliebe für diese Sammlung und insbesondere für die großen Schüsseln ist seit den 2020er-Jahren vereinzelt Gegenstand satirischer Auseinandersetzungen im Internet und den sozialen Netzwerken.